# Уставна грамота
Уста́вні гра́моти — акти, що визначали в Росії відносини між селянами і поміщиками після скасування кріпацтва 1861.
У них визначалися повинності селян і кількість їм виділеної в користування землі. Мирові посередники мали завдання наглядати за виконанням уставних грамот. Тому що часто уставні грамоти були несприйнятні для селян, на цьому тлі відбувалися у 1860-их pp. селянські заворушення, також і в Україні.
Обов'язок складання уставної грамоти, відповідної місцевим Положення про селян, покладався на поміщика. Якщо поміщик не подавав уставну грамоту протягом року, то відповідний обов'язок покладався на мирового посередника. Мирові посередники з місцевих потомствених дворян-поміщиків затверджувалися на посаді указами Сенату за поданням начальників губерній. Участь селян в складанні уставної грамоти залежала від власника. Поміщик мав право вказати в уставній грамоті умови викупу селянами землі у власність, не суперечать законодавству. Мировий посередник, в розпорядженні якого перебували чиновник поліції і землемір, організовував перевірку уставної грамоти, зокрема, за допомогою зачитування її «від слова до слова» селянам. У разі заперечень і скарг з боку селян мировий посередник до прийняття ним рішення повинен був намагатися привести сторони до миролюбної угоди. При відсутності законних заперечень з боку селян уставна грамота визнавалася остаточно повіреною, про що складався акт, що підписувався мировим посередником, поміщиком, грамотними селянами і сумлінними свідками. При відсутності серед селян і свідків грамотного акт підписувався на їхнє прохання сторонньою особою. Мировий посередник, за деякими винятками, самостійно стверджував і вводив в дію статутні грамоти. Селянин отримував завірену копію статутний грамоти, оплачуючи 15 копійок з кожного листа на покриття канцелярських витрат. Поміщик і селяни мали право оскаржити затверджені статутні грамоти в землевпорядні губернські та повітові комісії протягом трьох місяців.